# 豪尔赫·巴特列
豪尔赫·路易斯·巴特列·伊瓦涅斯（西班牙語：Jorge Luis Batlle Ibáñez，西班牙語發音：['χoɾχe 'baʃe i'βaɲes]，1927年10月25日—2016年10月24日），乌拉圭政治家、2000年－2005年任乌拉圭总统。

## 背景
巴特列生于乌拉圭蒙得维的亚市的名门望族家庭，其曾祖父、堂祖父和父亲都当过乌拉圭总统。他从乌拉圭共和国大学法律和社会科学系毕业后成为一名律师，1945年加入红党，1947年开始从政，并在1958年和1962年两次当选众议员，后因反对军人政变于1973年被军政府投入监狱。在1985年2月他主持了立法大会，被选为参议员。

## 总统
巴特列曾于1966年、1971年、1989年和1994年四次参加总统竞选，但都敗選。
1999年11月第五次参加总统竞选成功，擊敗左派候選人塔瓦雷·巴斯克斯，2000年3月1日就职。